# ماراثون لندن 2017
عقد ماراثون لندن 2017 في 23 أبريل 2017. وكان هذا الحدث النسخة 37 من سباقات ماراثون لندن، ويعتبر سباق سنوي يعقد في لندن، انكلترا.
فازت ماري كيتاني في السباق لقسم النسائي، فقامت بتسجيل رقم قياسي جديد للسيدات بتوقيت 2:17:01،  في حين فاز دانيال وانجيرو لأول مرة في السباق لقسم الرجال  بتوقيت 2:05:48.